# واژینوز باکتریال

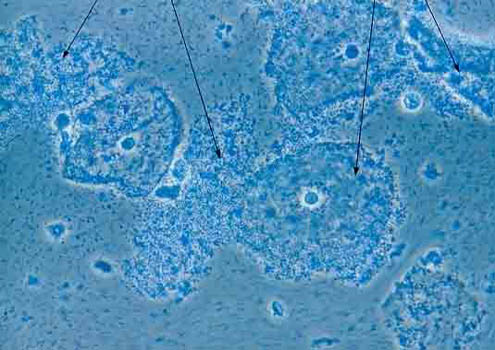
تصویر واژینوز باکتری

واژینوز باکتریایی (به انگلیسی: Bacterial vaginosis) در اثر رشد بیش از حد باکتری‌های بی‌هوازی، گاردنلا واژینالیس ایجاد می‌شود. هم باکتری‌های بی‌هوازی وهم گاردنلا واژینالیس در حالت طبیعی در واژن یافت می‌شود.
عارضه شایع واژنی در سن باروری زنان است. این عارضه موجب پارگی زودتر از موعد غشاها درد زایمانی و تولد قبل از موعد نوزادان میگردد.
باکتری گاردنلا واژینالیس و گونه‌های موبیلونکوس به‌طور اختصاصی با این عارضه در ارتباط بوده‌اند.
واژینوز باکتریایی (BV)، یک عفونت شائع در زنان، مورد بررسی قرار گرفت. این عفونت نه تنها باعث ترشحات نامطبوع می‌شود بلکه با افزایش خطر ابتلا به عفونت‌های مقاربتی و حتی ریسک زایمان زودرس در زنان باردار مرتبط است. تحقیقات نشان داده است که تغییرات در سلول‌های اپیتلیال واژنی می‌تواند نقش داشته باشد. درمان با آنتی‌بیوتیک و پیشگیری از عفونت از طریق بهداشت و شستشو با آب مطرح شده‌اند.

## تظاهرات بالینی

### علائم
بیماری اغلب با ترشحات رقیق، یکدست، خاکستری وهمراه با بوی بد ماهی، که مخاط واژن را به صورت لایه‌ای یکنواخت پوشش می‌دهد تظاهر می‌یابد.

### نشانه‌ها
برخلاف دیگر انواع واژینیت دیواره واژن طبیعی به نظر می‌رسد.

## تشخیص
تشخیص بر اساس ۳ مورد از ۴ وبژگی زیرداده می‌شود
1. افزایش ترشحات رقیق و یکنواخت
2. PH ترشحات بیش از۷/۴
3. ایجاد بوی ماهی با افزودن KOH ده درصد
4. وجود clu cell :clu cellها سلول‌های اپیتلیالی واژن هستند که باکتری‌ها به آن‌ها متصل شده‌اند. حاشیهٔ سلول‌های مذکور در اثر اتصال باکتری‌ها محو شده‌اند.

برای تشخیص، کشت کمک‌کننده نیست، چرا که باکتری‌های بی‌هوازی وگاردنلا واژینالیس در واژن زنان سالم نیز وجود دارند.
مایع واژینال اغلب فاقد گونه‌های لاکتوباسیل است.

## درمان
در بیشتر زنان بدون علامت درمان توصیه نمی‌شود، زیرا درگیری خودبخود از بین می‌رود.درمان به دو روش سیستمیک و موضعی پیشنهاد می‌شود در روش سیستمیک از مترونیدازول یا کلیندامایسین به صورت خوراکی و در روش موضعی از کرم واژینال کلیندامایسین یا ژل واژینال مترونیدازول استفاده می‌شود.

## کشف ارتباط بین واژینوز باکتریایی و زایمان زودرس توسط محققان آمریکایی
ارتباط بین عفونت‌های واژینوز باکتریایی و ریسک زایمان زودرس، واژینوز باکتریایی به عنوان یک عفونت شائع در زنان با اثرات جدید مورد بررسی قرار گرفته است. این عفونت می‌تواند با تغییر در تعادل باکتریایی واژن، خطراتی برای ریسک زایمان زودرس و حتی سقط جنین در زنان باردار ایجاد کند. این موضوع نیازمند شناخت دقیق تر از اثرات واژینوز باکتریایی بر سلامت زنان، به ویژه در دوران بارداری، است. پیشگیری و درمان موثر می‌تواند در کاهش این ریسک‌ها و ارتقای سلامت زنان نقش مهمی ایفا کند